# Heerweg Köln–Dortmund

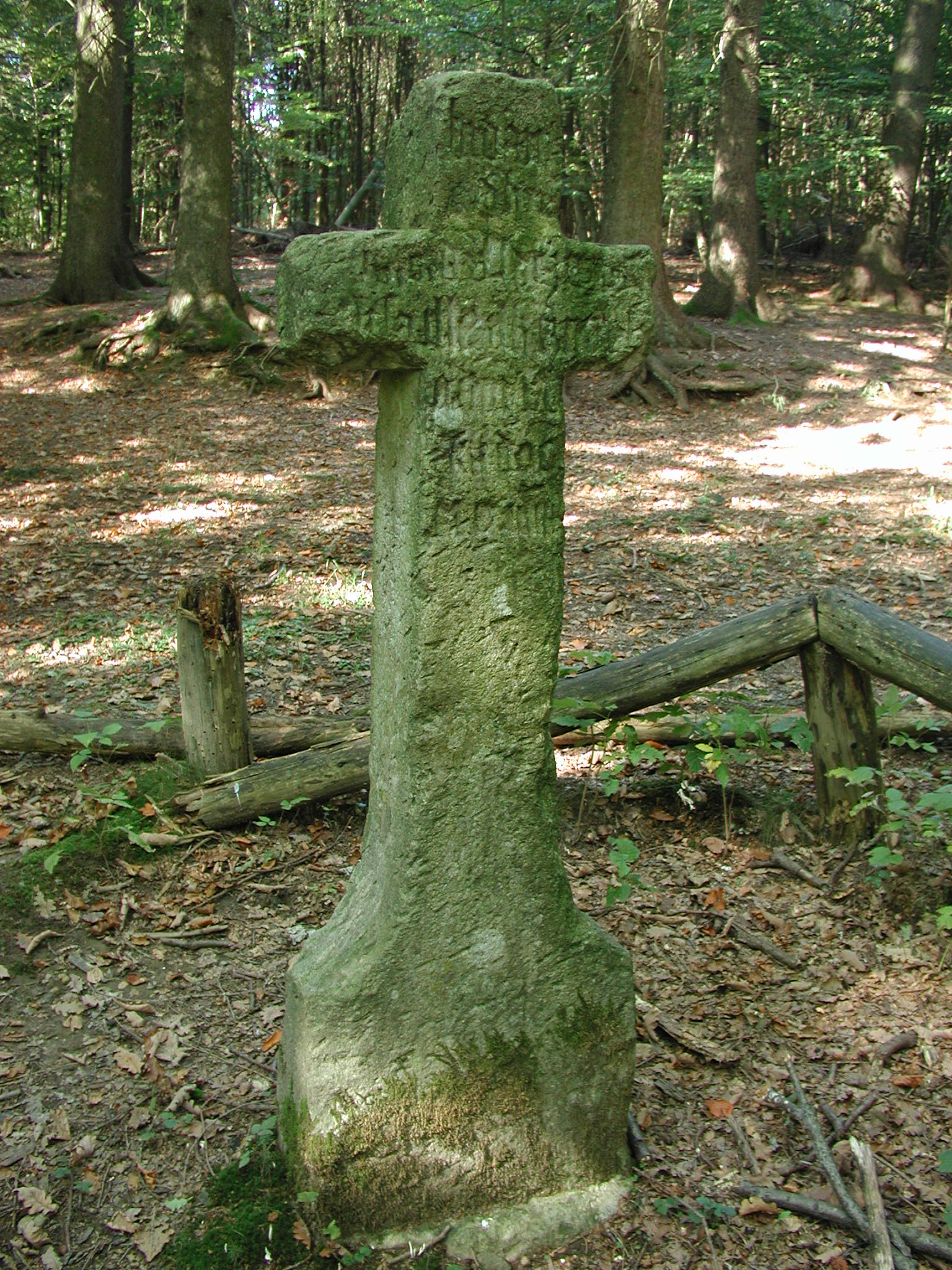
Das Steinerne Kreuz an der Trasse bei der Eschbachtalsperre

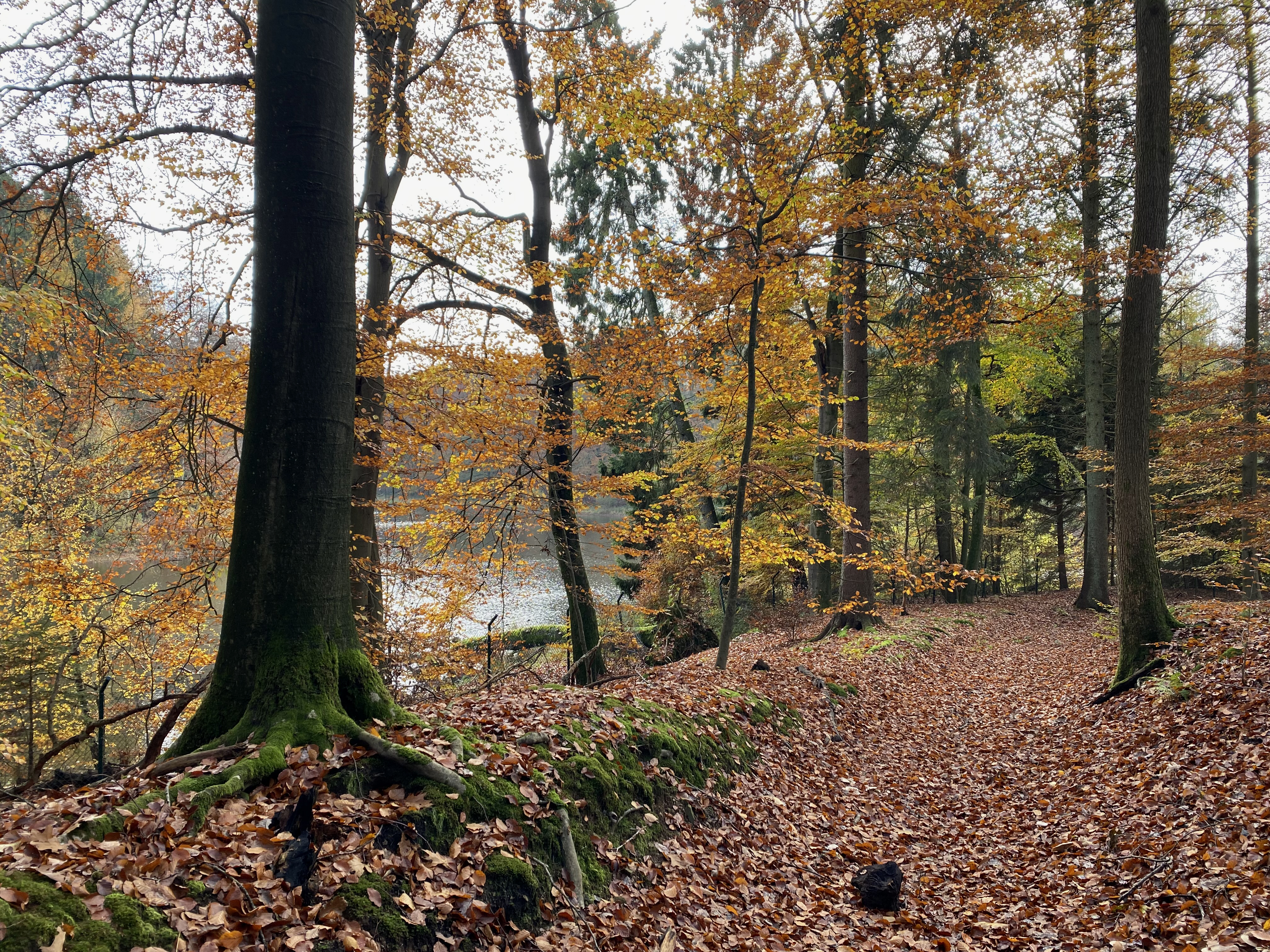
Bodendenkmal: Hohlweg der Alten Heerstraße an der Eschbachtalsperre (Remscheid)

Der Heerweg Köln–Dortmund war eine Altstraße zwischen dem Rheinland und Westfalen.
Er war vom Frühmittelalter bis in die Neuzeit ein bedeutender Heerweg, Pilgerweg und eine Handelsstraße in den Ostseeraum und die wichtigste Durchgangsstraße im Zentrum des Bergischen Landes. Funde römischer Münzen im Raum Beyenburg deuten darauf hin, dass die Route bereits in der Antike bestand. Schon Karl der Große kann bei einem seiner Feldzüge gegen die Sachsen im Jahre 775 nur diese Wegführung genommen haben. Es heißt in den Quellen, dass er vom Sammelpunkt des Heeres in Düren über Köln in drei Tagen zur Hohensyburg bei Hagen geritten sei; das kann nur die Streckenführung der heutigen B 51 gewesen sein.

## Verlauf
Der Weg begann in Köln, zog sich über Dünnwald, Schlebusch, Blecher, Hilgen bei Burscheid, Wermelskirchen, Lennep, Beyenburg, Schwelm, Gevelsberg und Hagen nach Dortmund, wo er auf den Westfälischen Hellweg nach Soest traf. Ein Abzweig verband Schlebusch mit der Rheinfurt bei Manfort. Zu großen Teilen wird die alte Trasse noch heute von Bundes- und Landesstraßen (u. a. Bundesstraße 51, Landesstraßen 411 und 527) genutzt.

## Geschichte
Auf dieser Altstraße bei der heutigen Stadt Gevelsberg ereignete sich am 7. November 1225 der Überfall und die Ermordung des Erzbischofs Engelbert I. von Köln. Das Steinerne Kreuz bei der Eschbachtalsperre erinnert an einen Raubmord auf der Altstraße.
Im Laufe seiner mehr als tausendjährigen Nutzung überwand der Weg stets eine durch die Wupper bei Beyenburg gebildete Grenze. Die Beyenburger Brücke als Grenzübergang, Zoll- und Kontrollstation ist seit 1336 urkundlich nachgewiesen, die Zollstelle seit 1189. Auch heute überspannt der aktuelle Nachfolgebau die heutige Grenze zwischen Rheinland und Westfalen, zuvor schied sie seit dem Beginn des 14. Jahrhunderts das Herzogtum Berg von der Grafschaft Mark und vor deren Territorialbildung als Grenzsaum fränkischen und sächsischen Siedlungsraum. Eine Zollstation (für Straßenmaut) mit Schanze und Landwehr befand sich in Wermelskirchen-Unterstraße seit 1398.
Beyenburg war neben der Funktion als Grenzstation auch in weiterer Hinsicht die bedeutendste Zwischenstation auf dem Weg. Zum einen lag es mittig zwischen Dortmund und Köln und war von beiden jeweils durch eine Tagesreise entfernt, so dass sich zurück bis in das 15. Jahrhundert ein Gastgewerbe für Übernachtung und Verpflegung nachweisen lässt. Die nahe Burg Beyenburg bot dazu Schutz und Geleitschutz für die weitere Reise nach Köln. Für Pilger auf der Reise nach Köln oder Santiago de Compostela war das Kloster Steinhaus ebenfalls eine wichtige Zwischenstation in der Wallfahrt. Vor dessen Bau hatte die Kapelle im nahen Oberhof Steinhaus die gleiche Funktion. Heute führt einer der westfälischen Jakobswege wieder durch den Ort.
Gegen Ende des 18. Jahrhunderts verlor der Weg an Bedeutung, vor allen, da aufgrund mangelnder Pflege der Wegzustand viele Reisende von der Benutzung abhielt und sich mittlerweile ausgebaute Alternativstrecken entlang Rhein und Ruhr nutzen ließen. Um 1775–1776 wurde die Strecke von Cöln bis Lennep mit teilweise anderer Trassierung durch Kurfürst Carl Theodor zur Chaussee ausgebaut. Nach der Besetzung von Berg und Mark durch die Franzosen wurde die Strecke 1813 zwischen Lennep und Beyenburg zur Chaussee ausgebaut. Eine erste Fortsetzung nach Schwelm wurde von den Truppen Napoleons angelegt; deswegen heißt der durchbrochene Bergsporn, durch den heute die Straße führt, auch „Napoleons Tor“. Vollendet wurde die Straße nach deren Vertreibung aber erst durch Preußen, das Berg und Mark in Besitz nahm. Dennoch mieden die Hauptverkehrsströme weiterhin den mühsamen Weg durch das bergische Hügelland.